# Cao Dương, Lương Sơn
Cao Dương là một xã thuộc huyện Lương Sơn, tỉnh Hòa Bình, Việt Nam.

## Địa lý
Xã Cao Dương nằm ở phía đông nam huyện Lương Sơn, có vị trí địa lý:
- Phía đông giáp thành phố Hà Nội
- Phía tây giáp huyện Kim Bôi
- Phía nam giáp xã Thanh Cao và xã Thanh Sơn
- Phía bắc giáp xã Liên Sơn.

Xã Cao Dương có diện tích 63,12 km², dân số năm 2018 là 14.367 người, mật độ dân số đạt 228 người/km².

## Lịch sử
Ngày 22 tháng 1 năm 1957, Ủy ban kháng chiến hành chính Liên khu 3 ban hành quyết định chia xã Cao Dương thành 5 xã: Cao Dương, Cao Thắng, Hợp Châu, Long Sơn, Tân Thành.
Ngày 26 tháng 11 năm 1970, Bộ trưởng Phủ thủ tướng ban hành Quyết định số 71-BT. Theo đó, chuyển 8 xã: Cao Dương, Cao Thắng, Hợp Châu, Hợp Thanh, Long Sơn, Tân Thành, Thanh Lương và Thanh Nông thuộc huyện Lương Sơn về huyện Kim Bôi quản lý.
Ngày 14 tháng 7 năm 2009, Chính phủ ban hành Nghị quyết số 31/NQ-CP. Theo đó, chuyển 7 xã: Cao Dương, Cao Thắng, Hợp Châu, Hợp Thanh, Long Sơn, Tân Thành, Thanh Lương thuộc huyện Kim Bôi trở lại huyện Lương Sơn.
Đến năm 2018, xã Cao Dương có diện tích 20,23 km², dân số là 4.792 người, mật độ dân số đạt 237 người/km². Xã Hợp Châu có diện tích 16,13 km², dân số là 4.055 người, mật độ dân số đạt 251 người/km². Xã Tân Thành có diện tích 26,76 km², dân số là 5.520 người, mật độ dân số đạt 206 người/km², có 11 xóm: Chợ Nội, Đồng An, Đồng Thành, Ông Cây, Phượng Sồ, Phương Viên, Suối Sỏi, Mỹ Tân, Tân Thành, Bặc Rặc, Tiên Hội.
Ngày 17 tháng 12 năm 2019, Ủy ban Thường vụ Quốc hội ban hành Nghị quyết số 830/NQ-UBTVQH14 về việc sắp xếp các đơn vị hành chính cấp huyện, cấp xã thuộc tỉnh Hòa Bình (nghị quyết có hiệu lực từ ngày 1 tháng 1 năm 2020). Theo đó, sáp nhập toàn bộ diện tích và dân số của hai xã Hợp Châu và Tân Thành trở lại xã Cao Dương.